# Tinosporeae
Tinosporeae es una tribu de plantas  de la familia Menispermaceae. Tiene los siguientes géneros:

## Géneros
- Arcangelisia Becc., 1877. Este y sudeste de Asia hasta Nueva Guinea.
- Aspidocarya Hook.f. & Thomson, 1855. China, India, Bután.
- Borismene Barneby, 1972. Brasil, Perú, Colombia, Venezuela.
- Burasaia Thouars, 1806. Madagascar.
- Calycocarpum (Nutt., 1838) Spach, 1839. Este de Norteamérica.
- Chasmanthera Hochst., 1844. África tropical y subtropical.
- Chlaenandra Miq., 1868. Nueva Guinea.
- Dialytheca Exell & Mendonça, 1935. Angola.
- Dioscoreophyllum Engl., 1895. África tropical ecuatorial.
- Disciphania Eichler, 1864. América tropical.
- Jateorhiza Miers in Hook., 1849. África tropical.
- Kolobopetalum Engl., 1899. África tropical.
- Leptoterantha Louis ex Troupin, 1949. Congo, Angola, Gabón.
- Odontocarya Miers, 1851. América central y meridional, Antillas.
- Parabaena Miers, 1851. Sur y este de Asia.
- Platytinospora (Engl., 1905) Diels, 1910. Camerún.
- Rhigiocarya Miers, 1864. África tropical ecuatorial.
- Sarcolophium Troupin, 1960. Camerún, Gabón.
- Syntriandrium Engl., 1899. Nigeria, Camerún, Gabón, Congo.
- Synandropus A.C. Sm., 1931. Brasil.
- Tinospora Miers, 1851, nom. cons. África tropical, Madagascar, Asia a

- Datos: Q9087755